# بزرگراه بی۹۶
بزرگراه بی ۹۶ (به آلمانی: Bundesstraße 96) یک بزرگراه فدرال آلمان است که از شهر تسیتا در آلمان شروع می‌شود و در مرز مثلثی شکل بین آلمان و چک و لهستان به پایان می رسد. طول این بزرگراه ۵۲۰ کیلومتر است.